# Rafael Molins Marcet
Pour les articles homonymes, voir Marcet et Molins.
Rafael Molins Marcet, né à Sabadell en 1900  et mort en 1993, est un photographe catalan.